# تشاو مينغانغ
تشاو مينغانغ (مواليد 30 مايو 1988) هو ملاكم صيني، مثّل بلاده في الألعاب الأولمبية الصيفية 2016.

## روابط خارجية
تشاو مينغانغ على موقع بوكس ريك (الإنجليزية) (registration required)
- تشاو مينغانغ على موقع اللجنة الأولمبية الدولية (الإنجليزية)
- تشاو مينغانغ على موقع أوليمبيديا (الإنجليزية)
- تشاو مينغانغ على موقع اللجنة الأولمبية الصينية (الإنجليزية)